# 後楽二丁目南地区
後楽二丁目南地区（こうらくにちょうめみなみちく）は東京都文京区の再開発地区。デベロッパーは住友不動産。

## 概要
この再開発は、住友不動産が所有している住友不動産飯田橋ビルを始めとする5棟を周辺の住民と共に一体的に再々開発するもので、飯田橋歩道橋の再整備と合わせて、交通の結節点としての機能の強化と賑わいの形成、それに、防災対応力の強化を目指す。
この区域はおよそ2万7200㎡となっていて、そのうち、およそ2万50㎡を敷地面積とする。この再開発地区は西側には高層ゾーンを、東側には低層ゾーンを配置することになっていて、用途は、住宅・事務所・店舗などである。この再開発の施設の最も高い高さは170ｍである。
具体的なスケジュールとしては、2024年度に環境影響評価手続きと都市計画決定を推進し、2026年度の着工、2030年度に竣工し、2031年度の供用開始を目指す。